# Quattro Giorni di Dunkerque 1988
La Quattro Giorni di Dunkerque 1988, trentaquattresima edizione della corsa, si svolse dal 2 al 7 maggio su un percorso di 955 km ripartiti in 6 tappe (la sesta suddivisa in due semitappe), con partenza e arrivo a Dunkerque. Fu vinta dal francese Pascal Poisson della Toshiba davanti al suo connazionale Charly Mottet e al belga Eric Vanderaerden.

## Tappe
| Tappa  | Data     | Percorso                                        | km   | Vincitore di tappa | Leader cl. generale |
| ------ | -------- | ----------------------------------------------- | ---- | ------------------ | ------------------- |
| 1ª     | 2 maggio | Dunkerque > Dunkerque                           | 90   | Eddy Planckaert    | Eddy Planckaert     |
| 2ª     | 3 maggio | Dunkerque > Berck-sur-Mer                       | 178  | Peter Pieters      | Peter Pieters       |
| 3ª     | 4 maggio | San Quintino > San Quintino                     | 183  | Pascal Poisson     | Pascal Poisson      |
| 4ª     | 5 maggio | San Quintino > Denain                           | 168  | Eric Vanderaerden  | Pascal Poisson      |
| 5ª     | 6 maggio | Denain > Armentières                            | 213  | Eric Vanderaerden  | Pascal Poisson      |
| 6ª-1ª  | 7 maggio | Leffrinckoucke > Bray-Dunes (cron. individuale) | 17,6 | Charly Mottet      | Pascal Poisson      |
| 6ª-2ª  | 7 maggio | Dunkerque > Dunkerque                           | 105  | Jef Lieckens       | Pascal Poisson      |
| Totale | Totale   | Totale                                          | 955  |                    |                     |

## Dettagli delle tappe

### 1ª tappa
- 2 maggio: Dunkerque > Dunkerque – 90 km

| Pos. | Corridore         | Squadra   | Tempo    |
| ---- | ----------------- | --------- | -------- |
| 1    | Eddy Planckaert   | ADR       | 2h06'41" |
| 2    | Wiebren Veenstra  | Hitachi   | s.t.     |
| 3    | Eric Vanderaerden | Panasonic | s.t.     |

| Pos. | Corridore       | Squadra | Tempo |
| ---- | --------------- | ------- | ----- |
| 1    | Eddy Planckaert | ADR     |       |

### 2ª tappa
- 3 maggio: Dunkerque > Berck-sur-Mer – 178 km

| Pos. | Corridore     | Squadra | Tempo    |
| ---- | ------------- | ------- | -------- |
| 1    | Peter Pieters | TVM     | 5h04'54" |
| 2    | Herman Frison | Roland  | s.t.     |
| 3    | Hans Daams    | PDM     | s.t.     |

| Pos. | Corridore     | Squadra | Tempo |
| ---- | ------------- | ------- | ----- |
| 1    | Peter Pieters | TVM     |       |

### 3ª tappa
- 4 maggio: San Quintino > San Quintino – 183 km

| Pos. | Corridore      | Squadra   | Tempo    |
| ---- | -------------- | --------- | -------- |
| 1    | Pascal Poisson | Toshiba   | 4h30'41" |
| 2    | Robert Forest  | Fagor-MBK | a 1'00"  |
| 3    | Johan Museeuw  | ADR       | a 1'26"  |

| Pos. | Corridore      | Squadra | Tempo |
| ---- | -------------- | ------- | ----- |
| 1    | Pascal Poisson | Toshiba |       |

### 4ª tappa
- 5 maggio: San Quintino > Denain – 168 km

| Pos. | Corridore         | Squadra   | Tempo    |
| ---- | ----------------- | --------- | -------- |
| 1    | Eric Vanderaerden | Panasonic | 3h54'36" |
| 2    | Herman Frison     | Roland    | s.t.     |
| 3    | Werner Devos      | Roland    | s.t.     |

| Pos. | Corridore      | Squadra | Tempo |
| ---- | -------------- | ------- | ----- |
| 1    | Pascal Poisson | Toshiba |       |

### 5ª tappa
- 6 maggio: Denain > Armentières – 213 km

| Pos. | Corridore         | Squadra   | Tempo    |
| ---- | ----------------- | --------- | -------- |
| 1    | Eric Vanderaerden | Panasonic | 5h34'16" |
| 2    | Jef Lieckens      | Hitachi   | s.t.     |
| 3    | Hans Daams        | PDM       | s.t.     |

| Pos. | Corridore      | Squadra | Tempo |
| ---- | -------------- | ------- | ----- |
| 1    | Pascal Poisson | Toshiba |       |

### 6ª tappa - 1ª semitappa
- 7 maggio: Leffrinckoucke > Bray-Dunes (cron. individuale) – 17,6 km

| Pos. | Corridore         | Squadra   | Tempo  |
| ---- | ----------------- | --------- | ------ |
| 1    | Charly Mottet     | Système U | 23'58" |
| 2    | Pascal Poisson    | Toshiba   | a 23"  |
| 3    | Eric Vanderaerden | Panasonic | a 32"  |

| Pos. | Corridore      | Squadra | Tempo |
| ---- | -------------- | ------- | ----- |
| 1    | Pascal Poisson | Toshiba |       |

### 6ª tappa - 2ª semitappa
- 7 maggio: Dunkerque > Dunkerque – 105 km

| Pos. | Corridore         | Squadra   | Tempo    |
| ---- | ----------------- | --------- | -------- |
| 1    | Jef Lieckens      | Hitachi   | 2h48'59" |
| 2    | Eric Vanderaerden | Panasonic | s.t.     |
| 3    | Johannes Draaijer | PDM       | s.t.     |

| Pos. | Corridore         | Squadra   | Tempo     |
| ---- | ----------------- | --------- | --------- |
| 1    | Pascal Poisson    | Toshiba   | 24h24'24" |
| 2    | Charly Mottet     | Système U | a 1'15"   |
| 3    | Eric Vanderaerden | Panasonic | a 1'28"   |

## Classifiche finali

### Classifica generale
| Pos. | Corridore               | Squadra   | Tempo     |
| ---- | ----------------------- | --------- | --------- |
| 1    | Pascal Poisson          | Toshiba   | 24h24'24" |
| 2    | Charly Mottet           | Système U | a 1'15"   |
| 3    | Eric Vanderaerden       | Panasonic | a 1'28"   |
| 4    | Marc Sergeant           | Hitachi   | a 2'19"   |
| 5    | Allan Peiper            | Panasonic | a 2'34"   |
| 6    | Herman Frison           | Roland    | a 2'40"   |
| 7    | Francis Moreau          |           | a 2'48"   |
| 8    | Thierry Marie           | Système U | a 3'07"   |
| 9    | Gilbert Duclos-Lassalle | Z-Peugeot | a 3'11"   |
| 10   | Robert Forest           | Fagor-MBK | a 3'18"   |